# ویدانته ادویته

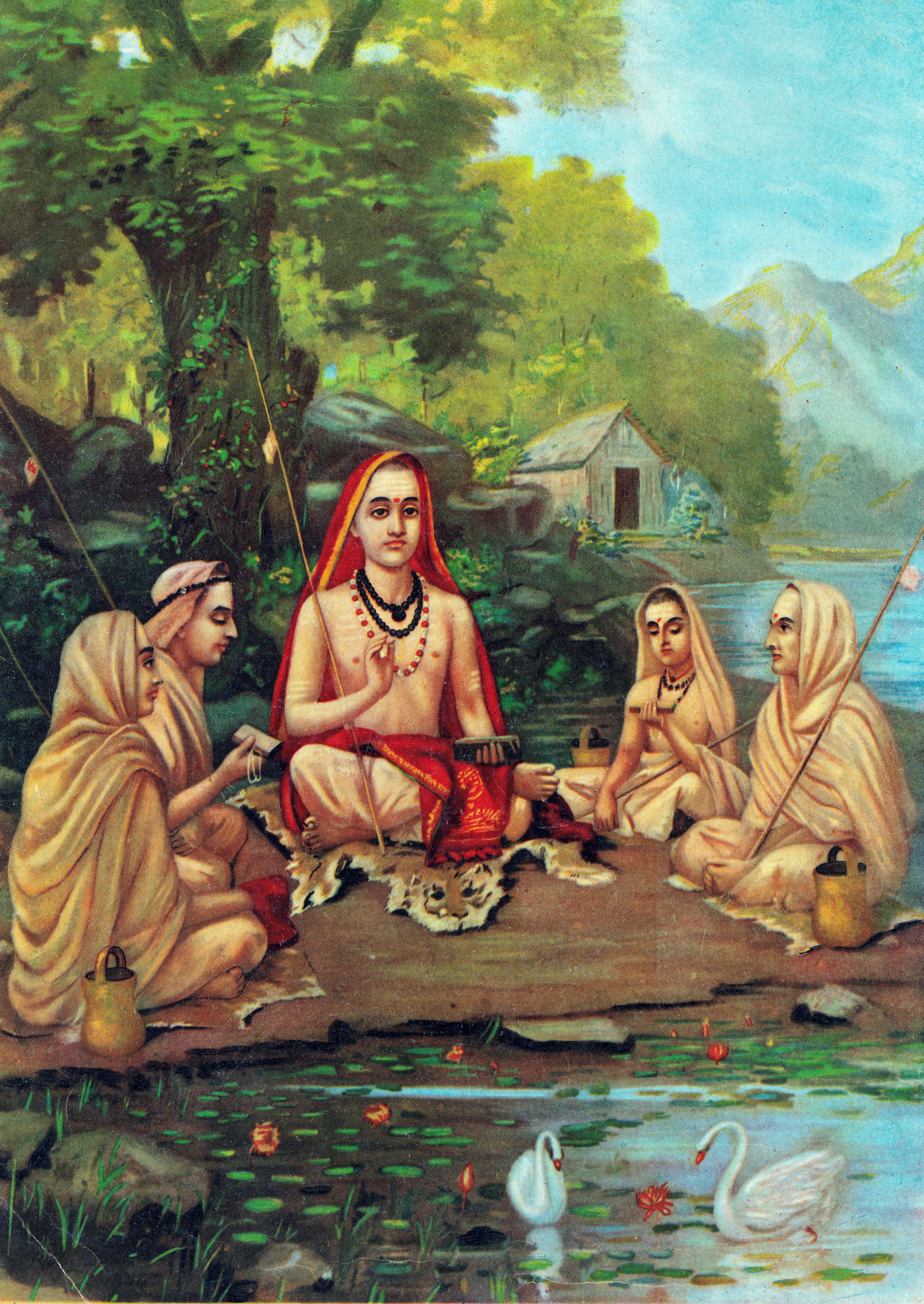
آدی شانکارا ، برجسته ترین نماینده سنت آدویتا ودانتا در کنار شاگردان، اثر راجا راوی وارما.

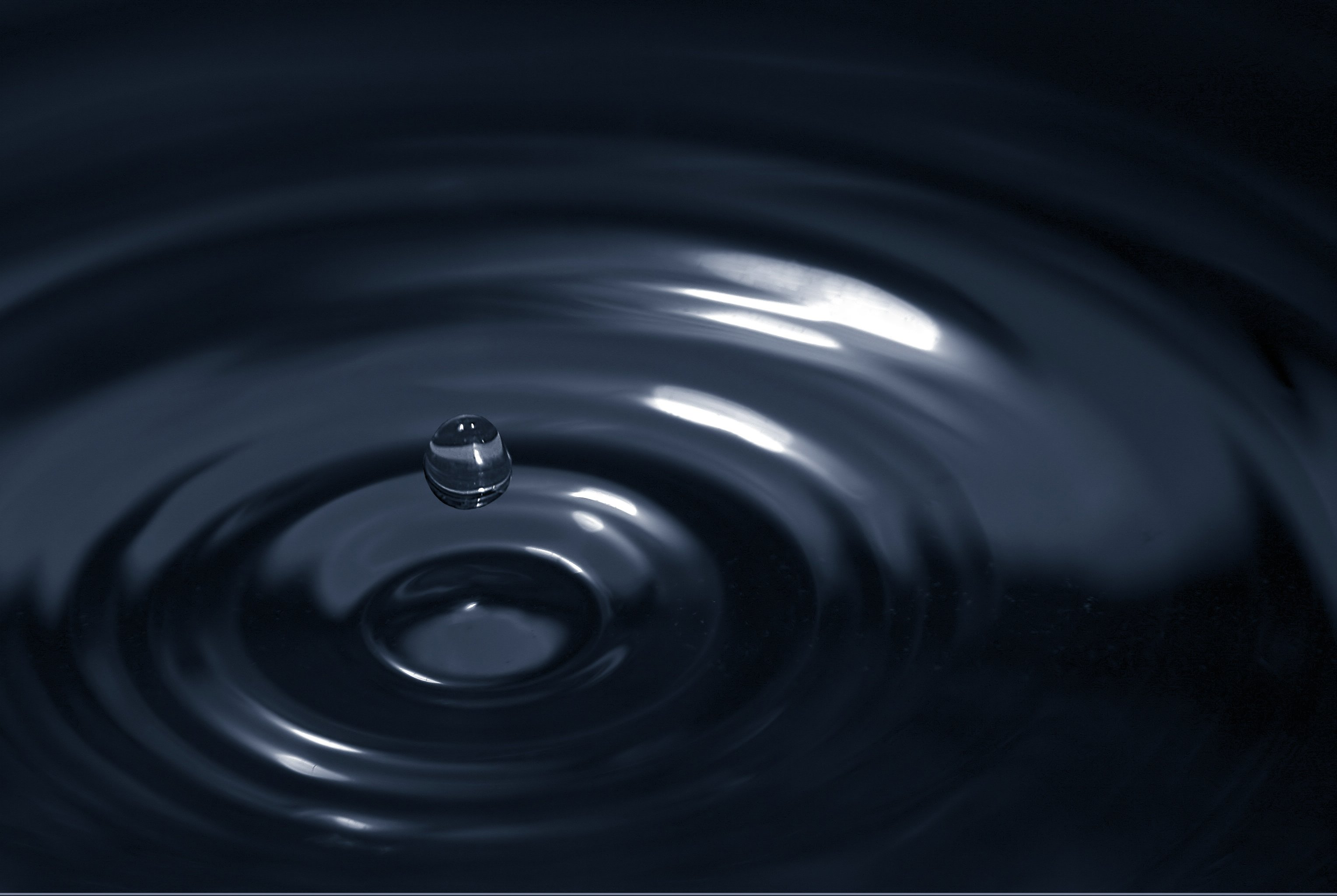
قطره ای که به اقیانوس می‌پیوندد، به مانند در هم آمیختن آتمان و برهمن در یک‌دیگر.

ویدانته ادویته (به سانسکریت: अद्वैत वेदान्त، آوانگاری: Advaita Vēdānta، ت. «نادوگانگی») از مکاتب فلسفی هندو است و در اصل با نام پروساوادا شناخته می شود، آدویتا یکی از سیستم های معنوی در سنت هندی است و به این ایده اشاره دارد که خویشتن حقیقی انسان که به آن آتمن می‌گویند از برهمن جدا نیست بلکه آتمان (یعنی خویشتن واقعی آدمی)، در واقع همان برهمن، والاترین واقعیت متافیزیکال هستی است. آدویتا قدیمی‌ترین زیر شاخهٔ مکتب ودانتا است و ریشه‌های آن به هزارهٔ یکم پیش از میلاد باز می‌گردد.
پیروان این مکتب که آدوایتین، آدویتا ودانتین و یا مایاودین خوانده می‌شوند، دنیای برساخته ذهن که توسط عقل و حواس پنج‌گانه بر ما پدیدار می‌گردد را توهّم می‌دانند و از طریق شناساییِ این توهّم به دنبال دستیابی به رهاییِ و کسب خِرَد (که به آن ویدیا, سانسکریت: विद्या، آوانگاری: vidyā، ت. «دانش»  گفته می‌شود) هستند، این خِرَد عبارت است از اینکه فرد قادر شود خویشتن حقیقیِ خودش را به عنوان آتمان، و آتمان و برهمان تشخیص دهد.  
آدویتا ودانته بر حیواموکتا تاکید دارد، ایده‌ای که موکشه (رهایی، آزادی) در این زندگی قابل دستیابی است. این ایده در مقابل دیگر مکاتب فکریِ هند است که بر موکشه بعد از مرگ تأکید دارند. این مکتب از مفاهیمی چون برهمن، مایا، آویدیا (جهل)، مدیتیشن و دیگر مفاهیمی استفاده می‌کند که در سنّت‌های مذهبیِ هندوئیسم هم رایج است اما آنها را در تفسیر خاص خود جهت تئوریِ رستگاریَش به کار می‌گیرد. بسیاری از محقّقان آن را شکلی از توحید و فلسفه‌ای معتقد به وحدت وجود می‌نامند. 
جادگورو سرینگیر شارادا پیتام؛ و سوامی شیواناندا ساراسواتی (1887-1963)، چین مایاناندا (1916-1993)، دایاناندا ساراسواتی (آرشا ویدایا) (1930-2015) برخی از آموزگاران معاصر ادویته می‌باشند